# Nathan Homer Knorr
Pour les articles homonymes, voir Knorr (homonymie).
Nathan Homer Knorr (23 avril 1905 - 8 juin 1977) fut le troisième président de la Watch Tower Bible and Tract Society à partir du 13 janvier 1942, en remplacement de Joseph Franklin Rutherford.
Il s'attacha à renforcer l'organisation du mouvement des Témoins de Jéhovah, en le structurant fortement. Il mit en place des méthodes de prosélytisme et de formation des missionnaires qui décuplèrent le nombre de membres entre 1942 et 1968.
À sa mort en 1977, le vice-président Frederick Franz le remplaça à la tête du mouvement.

## Biographie
Nathan Knorr est né à Bethlehem en Pennsylvanie. Il a commencé à montrer de l'intérêt pour le mouvement des Étudiants de la Bible à l'âge de 16 ans. Il a alors quitté l'Église Réformée en 1922 et s'est fait baptiser le 4 juillet 1923 comme Étudiant de la Bible à la suite d'un discours prononcé par Frederick Franz, avec lequel Knorr est devenu ami. Knorr est devenu un volontaire au siège mondial de la société Watch Tower à Brooklyn le 6 septembre 1923, et est devenu son responsable de fabrication en septembre 1932. Le 11 janvier 1934, à l'âge de 28 ans, Knorr a été élu directeur de la Peoples Pulpit Association (à présent Watchtower Bible and Tract Society of New York, Inc.), et a été promu vice-président l'année suivante. En janvier 1942, Knorr est devenu président de l'International Bible Students Association et des corporations connues maintenant sous le nom de Watch Tower Bible and Tract Society of Pennsylvania, et Watchtower Bible and Tract Society of New York. Knorr a épousé Audrey Mock en 1953.
Il est mort d'une tumeur cérébrale le 8 juin 1977, étant hospitalisé dans une extension médicalisée du siège mondial à Wallkill, New York.

## Réorganisation des Témoins de Jéhovah
Knorr a beaucoup contribué à mieux organiser les Témoins de Jéhovah, mettant l'accent comme jamais sur la formation des prédicateurs. Dès son premier mois de présidence, des arrangements ont été faits pour lancer un programme d'« éducation avancée dans le ministère théocratique », école qui proposait des études bibliques et des cours d'expression publique. Le 24 septembre 1942, Knorr proposa à la société Watchtower la fondation à cet effet de l'École de Guiléad, où sont formés les missionnaires destinés à être envoyés dans le monde entier. Il réorganisa les congrégations dans ce même but : des « écoles du ministère théocratique » y entraînaient les prédicateurs, qui commencèrent à cette époque à se voir assigner des missions précises. Les résultats furent impressionnants : en 1942, lorsque Knorr est devenu président, il y avait 25 succursales à travers le monde. En 1946, malgré la Seconde Guerre mondiale, ce nombre était passé à 57, et après les trente années qui suivirent, il y avait 97 succursales dans le monde. Entre 1942 et 1968 le nombre de Témoins fut multiplié par dix.
Vers 1966, l'organisation se risqua à nouveau à calculer une date pour l'Harmaguedon, qui depuis la naissance du mouvement avait toujours été considérée comme imminente. Bien que l'échéance de l'année 1975 eût été avancée avec plus de prudence que celle de 1918 et de 1925, la ferveur des fidèles redoubla, amenant un prosélytisme accru et le refus de tout compromis. L'échec de la prédiction de 1975 amena une crise dans le mouvement, et des départs de fidèles.
À la même époque, les principes d'excommunication furent également codifiés. La doctrine de refuser les transfusions de sang a été introduite durant la présidence de Knorr. Une tentative du Collège central de régenter la vie sexuelle des couples mariés entraina d'autres départs et excommunications. Sur un total de plus de deux millions de Témoins de Jéhovah, 95 000 quittèrent le mouvement entre 1973 et 1975, et 551 000 de 1975 à 1979.
Cette crise toucha les instances dirigeantes ; une réforme interne donna en 1976 l'essentiel des pouvoirs au Collège central, le président n'ayant plus qu'un rôle administratif sur la société Watchtower, elle-même ramenée à son rôle d'entité commerciale. Quand Knorr mourut en 1977, Frederick Franz lui succéda avec un pouvoir limité.